# Serneke Sverige

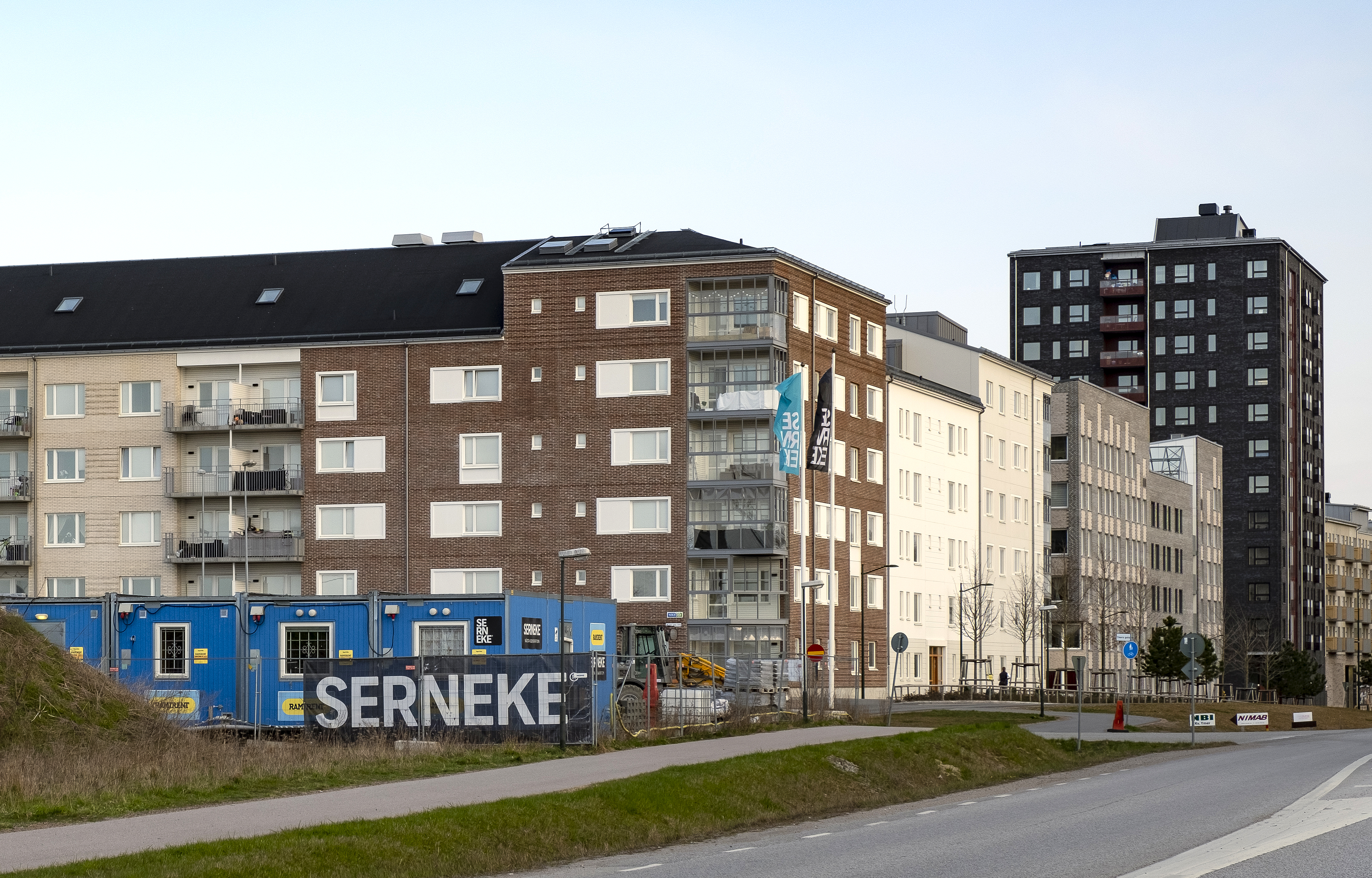
Sernekebygge Hyllie, Malmö, 2021-04-17

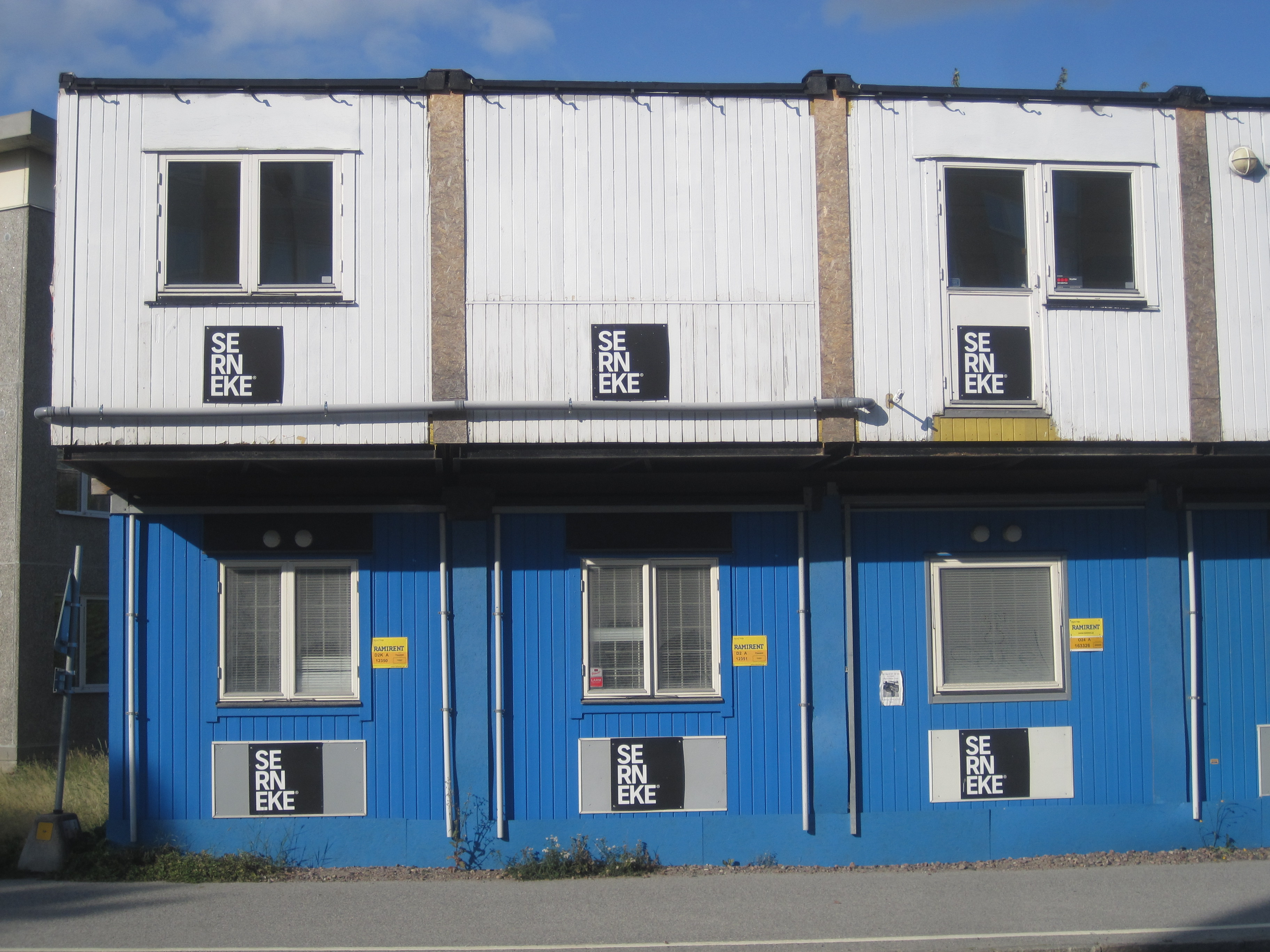
Byggbodar från Serneke vid en byggarbetsplats i Lund 2015.

Serneke Sverige AB ([²sæːɳˌeːkɛ]) var ett företag inom entreprenad- och byggbranschen. Företaget grundades 2002 med huvudkontor i Göteborg.

## Historik
Serneke grundades i Göteborg 2002 av Ola Serneke och Andreas Fagerberg som Serneke Fagerberg Bygg & Konsult AB. Bolaget var från början fristående, men var sedan 2004 ett helägt dotterbolag i Serneke Group. År 2008 bytte företaget namn till SEFA. I en omprofilering 2014 fick bolaget sitt nuvarande namn Serneke Sverige efter dess grundare.

### Kontroverser
Den 24 februari 2021 avgick Ola Serneke som VD och koncernchef
, samt lämnade sin post som ledamot i bolagets styrelse. Detta till följd av Ola Sernekes inlägg i diskussionsforum under pseudonym.

### Försäljning
Serneke Group, där Serneke Sverige var ett helägt dotterbolag, förvärvades i sin helhet av Doxa AB år 2023. I samband med detta avnoterades Serneke från Stockholmsbörsen med sista handelsdag den 5 juli 2023.
Efter att Serneke Sverige drabbats av ekonomiska svårigheter under 2024 förvärvades bolaget av Mutares den 29 juni 2024.

#### Konkurs
Serneke Sverige AB ansökte om konkurs vid Göteborgs Tingsrätt den 7 januari 2025. Den 8 januari meddelades att alla 550 anställda varslats om uppsägning och att samtliga pågående projekt stoppats. 

## Kända projekt
Ett av Sernekes största och mest kända projekt är egenutvecklade Karlastaden med Nordens högsta byggnad Karlatornet i Göteborg. Karlatornet är 246 meter högt och inrymmer bland annat kontor, hotell och 611 lägenheter. Byggstart var 2018 och färdigställandet skedde hösten 2024.
Ett annat stort projekt bolaget står bakom är Prioritet Serneke Arena i Göteborg. Arenan är Nordens största multisportanläggning och invigdes sommaren 2015. Arenan rymmer bland annat skidanläggning inomhus, fotbollsplan, hotell och skolor.  Andra kända projekt är Campus Eskilstuna och Kongahälla Center.

## Kontor
Serneke hade vid konkursen huvudkontor i Göteborg och tre regionala kontor. 

### Region Syd
Regionkontor i Malmö och lokalkontor i Varberg, Halmstad, Helsingborg, Växjö och Kalmar.

### Region Väst
Regionkontor i Göteborg med lokalkontor i Trollhättan, Borås, Alingsås och Skövde.

### Region Öst
Regionkontor i Norrköping med lokalkontor i Örebro, Falun, Sundsvall, Stockholm och Uppsala.